# Дублери
«Дублери» — спортивна драма 2000 року, знятий за мотивами страйку футболістів НФЛ у 1987 році.

## Сюжет
Ще вчора вони були простими працівниками. Зараз все змінилося: настав день їх слави, коли, заміщаючи страйкуючих професіоналів, вони стали «Дублерами». Непоказні простаки перетворюються на суперзірок футболу! Шейну Фелко, професіоналові американського футболу, довелося очолити команду недотеп, зібрану ветераном спорту Джиммі Макджинті. Підтримувати бойовий дух «Дублерів» збирається чарівна Аннабель Фаррел і колектив колишніх стриптизерок. «Слава залишиться навіки. Дівчата сходитимуть з розуму», — каже Фелко своїм гравцям. Його план гри розрахований бездоганно. Їх сила — в їх непередбачуваності.

## У ролях
| Актор           | Роль                 |
| --------------- | -------------------- |
| Кіану Рівз      | Шейн Фелко           |
| Джин Гекмен     | Джиммі Макджинті     |
| Брук Ленгтон    | Аннабель Фаррелл     |
| Орландо Джонс   | Кліффорд Франклін    |
| Фэйзон Лав      | Джамал Абдул Джексон |
| Майкл Таліферро | Андре Екшн Джексон   |
| Девід Денман    | Браян Мерфі          |
| Джон Фавро      | Денні Бейтмен        |
| Ріс Іванс       | Найджел Ґрафф        |
| Бретт Каллен    | Едді Мартел          |
| Кіт Девід       | Лінделл              |

## Створення фільму

### Виробництво
Зйомки фільму проходили в Меріленді та Вірджинії, США.

### Знімальна група
- Кінорежисер — Говард Дойч
- Сценарист — Вінс Мак-Кевін
- Кінопродюсер — Ділан Селлерс
- Композитор — Джон Дебні
- Кінооператор — Так Фудзімото
- Кіномонтаж — Сет Флом, Бад С. Сміт
- Художник-постановник — Ден Бішоп
- Артдиректор — Гері Коско
- Художник-декоратор — Марія Ней
- Художник з костюмів — Джилл М. Оганнесон
- Підбір акторів — Мері Гейл Артц, Барбара Коен[2].

## Сприйняття
Фільм отримав змішані відгуки. На сайті Rotten Tomatoes оцінка стрічки становить 41 % на основі 108 відгуків від критиків (середня оцінка 5,0/10) і 66 % від глядачів із середньою оцінкою 3,1/5 (159 695 голосів). Фільму зарахований «гнилий помідор» від кінокритиків та «попкорн» від глядачів, Internet Movie Database — 6,5/10 (52 438 голосів), Metacritic — 30/100 (32 відгуки критиків) і 8,7/10 (76 відгуків від глядачів).